# Themiste spinifera
Themiste spinifera är en stjärnmaskart som först beskrevs av Sluiter 1902.  Themiste spinifera ingår i släktet Themiste och familjen Themistidae. Inga underarter finns listade i Catalogue of Life.